# Thaddeus Wang Yue-sheng
Thaddeus Wang Yue-sheng (chinesisch 王躍勝; * 27. Februar 1966 in Zhumadian, Henan) ist ein chinesischer Geistlicher und römisch-katholischer Bischof von Zhengzhou.

## Leben
Thaddeus Wang Yue-sheng studierte von 1987 bis 1993 Philosophie und Theologie am Priesterseminar der Chinesischen Katholisch-Patriotischen Vereinigung für den zentralen Süden Chinas und empfing am 17. Oktober 1993 in Wuhan das Sakrament der Priesterweihe.
Nach der Priesterweihe war er in Zhengzhou in der Pfarrseelsorge tätig, ab 2011 als Pfarrer im Stadtbezirk Huiji.
Die Chinesische Katholisch-Patriotische Vereinigung gab die Bischofsweihe bekannt und behauptete, Wang sei durch die Vereinigung bereits am 22. März 2022 zum Bischof von Zhengzhou ernannt worden. Dabei wurde weder der Heilige Stuhl noch die provisorische Vereinbarung zwischen dem Heiligen Stuhl und der Volksrepublik China über die Anerkennung der Bischöfe erwähnt.
Die Bischofsweihe spendete ihm der trotz der provisorischen Vereinbarung im Vorjahr ohne Beteiligung des Heiligen Stuhls ernannte und vom Papst erst nachträglich legitimierte Bischof von Shanghai, Joseph Shen Bin. Mitkonsekratoren waren der Bischof von Jixian, Joseph Zhang Yinlin, und der Bischof von Zhoucun, Joseph Yang Yongqiang. Der Heilige Stuhl gab die Bischofsweihe ebenfalls am Weihetag bekannt und erklärte, Papst Franziskus habe der Ernennung am 16. Dezember 2023 zugestimmt.